# فريدريك وندل
فريدريك وندل (بالألمانية: Friedrich Wendel)‏ هو صحفي ألماني، ولد في 12 مايو 1886 في كشالين في بولندا، وتوفي في 8 مارس 1960 في كيل في ألمانيا.